# Marian Louisa Montagu Douglas Scott
Marian Louisa Elmhirst, lady Elmhirst (tidligere Marian Ferguson, født Marian Louisa Montagu Douglas Scott) (16. juni 1908 – 11. december 1996) var den ældste datter af Lord Andrew Montagu Douglas Scott og Marie Edwards. Hun var farmor til Sarah, hertuginde af York og oldemor til prinsesserne Beatrice og Eugenie af York.
Marian Douglas Scott var også kusine til lady Alice Montagu Douglas Scott, der var gift med prins Henry, hertug af Gloucester.  Gennem sit ægteskab blev Alice Montagu Douglas Scott tante til dronning Elizabeth 2. af Storbritannien.

## Første ægteskab
Marian Douglas Scott var gift med oberst og godsejer Andrew Henry Ferguson (1899 – 1966).
De blev forældre til: 
- John Andrew Ferguson (21. januar 1929 – 1939)
- Ronald Ferguson (10. oktober 1931 – 16. marts 2003)

Ronald Ferguson blev far til Sarah, hertuginde af York og morfar til prinsesserne Beatrice og Eugenie af York.

## Andet ægteskab
Efter sin første mands død giftede Marian Douglas Scott sig med sir Thomas Elmhirst (1895–1982). Han var flyvergeneral (Air marshal).  Thomas Elmhirst gjorde tjeneste i Royal Air Force og i det indiske luftvåben. 
Thomas Elmhirst var den første øverstkommanderende (commander-in-chief) for det nyoprettede indiske luftvåben, og han arrangerede begravelsen af Mahatma Gandhi.
Senere blev Elmhirst guvernør for Guernsey.
Marian Douglas Scott og Thomas Elmhirst fik ingen fælles børn. Elmhirst havde en søn og en datter fra sit første ægteskab.